# Oxymerus basalis
Oxymerus basalis är en skalbaggsart som först beskrevs av Johan Wilhelm Dalman 1823.  Oxymerus basalis ingår i släktet Oxymerus och familjen långhorningar.
Artens utbredningsområde är:
- Venezuela.
- Martinique.

Inga underarter finns listade i Catalogue of Life.